# Maynard James Keenan
Maynard James Keenan (født James Herbert Keenan den 17. april 1964) er en amerikansk rocksanger, sangskriver, musiker og producer. Han er et aktivt medlem i følgende rockbands: Tool, A Perfect Circle, og Puscifer.
Keenan blev født i Ohio, og brugte det meste af sin barndom i Michigan. Efter at have gjort tjeneste i hæren tidligt i 1980'erne studerede han billedkunst på Kendall College of Art and Design i Grand Rapids. Han flyttede i 1988 til Los Angeles i Californien for at arbejde som indretningsdesigner og sætkonstruktør. Han dannede derved også Tool i 1990.
Udover musikken har Keenan også optrådt som stand-up komiker, som han blev inspireret til at gøre af en nær ven, Bill Hicks.
- Wikimedia Commons har flere filer relateret til Maynard James Keenan